# Radicaal 199
Van de in totaal 214 Kangxi-radicalen heeft radicaal 199 de betekenis tarwe. Het is een van de zes radicalen die bestaat uit elf strepen.
In het Kangxi-woordenboek zijn er 104 karakters die dit radicaal gebruiken.

## Karakters met het radicaal 199

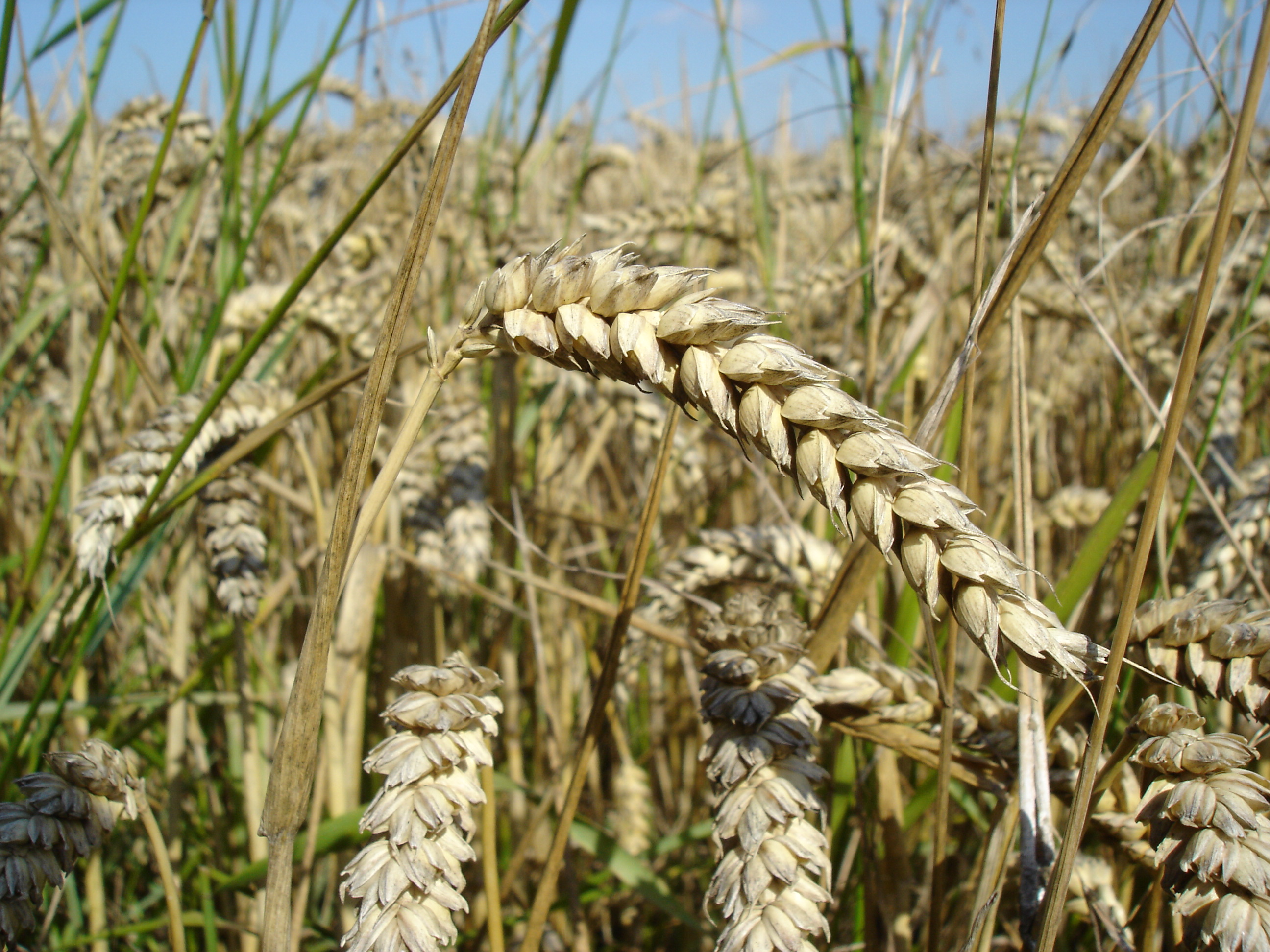
Tarwe

| Strepen | Karakter       |
| ------- | -------------- |
| + 0     | 麥 麦          |
| + 3     | 麧             |
| + 4     | 麨 麩 麪 麫 麸 |
| + 5     | 麬 麭 麮       |
| + 6     | 麯 麰          |
| + 7     | 麱 麲          |
| + 8     | 麳 麴 麹 麺    |
| + 9     | 麵             |
| + 11    | 麶             |
| + 18    | 麷             |